# Таббс, Тони
Тони Таббс (англ. Tony Tubbs; род. 15 февраля 1958, Цинциннати, Огайо) — американский боксёр-профессионал, выступавший в тяжёлой весовой категории, элитный тяжеловес 80х и 90х годов. Чемпион США среди любителей 1979 года. Победитель Кубка мира в тяжелом весе (1979). Чемпион мира в тяжёлом весе по версии WBA (1985—1986). Чемпион народного турнира зрительских симпатий (1993). Чемпион штата Западная Вирджиния (2004). Введён в Калифорнийский зал боксёрской славы 25 июня 2011 года в Студио-Сити, Калифорния. Один из сильнейших боксёров 80-90-х годов. Старший брат боксёра Нэйта Таббса.

## Любительская карьера
У Тони Таббса была насыщенная любительская карьера, все значимые бои Таббс провёл в супертяжёлом дивизионе.
В 1976 году на матчевой встрече СССР-США Таббс проиграл нокаутом во втором раунде Игорю Высоцкому.
В 1978 году Таббс проиграл в четвертьфинале чемпионата мира великому кубинскому боксёру Теофило Стивенсону, хотя и оказался единственным, кому удалось пройти всю с ним дистанцию.
В 1979 году победил Митча Грина и Грега Пейджа, тем самым отомстив им за прошлые поражения, и стал чемпионом США по боксу среди любителей в тяжёлой весовой категории
В матчевой встрече СССР-США победил двукратного чемпиона Европы среди любителей Евгения Горсткова и будущего серебряного призёра олимпийских игр Петра Заева.
В 1979 году Таббс выиграл Кубок мира, победив в финале Хорена Инджеяна, отомстив ему за поражение 3-летней давности.
Логичным завершением его любительской карьеры должны были стать олимпийские игры, но Таббс не смог стать чемпионом Олимпийских игр, поскольку его страна бойкотировала олимпиаду в Москве в 1980 году.
Среди других его заметных любительских побед были победы над звёздами любительского бокса Джеймсом Броадом и Джимми Кларком, а также бронзового призёра олимпийских игр 1980 года Иштвана Левая.
В феврале 1980 года клуб любительского бокса Мохаммеда Али соревновался против клуба любительского бокса Джо Фрейзера в Хьюстоне, штат Техас. Таббс боксировал в команде Али и победил Марвиса Фрейзера решением судей, отомстив за прошлое поражение.
Таббс также был спарринг-партнёром Мохаммеда Али. Он помог Али подготовиться к его матчу-реваншу с Леоном Спинксом, который победил Али победил единогласным решением судей в первом бою, чтобы восстановить мира в супертяжелом чемпионата.

## Профессиональная карьера
Дебютировал в 1980 году. Первым соперником Таббса был Брюс Скот, которого он нокаутировал в 1 раунде.
В ноябре 1980 года победил нокаутом во 2 раунде Джона Л Джонсона.
В августе 1982 года Таббс встретился с бронзовым призёром олимпийских игр 1976 года Кларенсом Хиллом. В 1
раунде Хилл отправил Таббса в нокдаун, но Таббс восстановился и победил единогласным решением судей.
В сентябре 1982 года победил техническим нокаутом в 5 раунде Стива Зоуски.

#### Бой с Джимми Янгом
В апреле 1983 года Таббс победил единогласным решением Джимми Янга в 10-раундовом бою. Затем 10 апреля 1983 года он подписал контракт с Доном Кингом и начал быстро расти по рейтингу.
В сентябре 1983 года Таббс победил единогласным решением судей Гордона Рассета

#### Отборочный бой с Джеймсом Смитом
В 1985 году в иллюминаторе WBA Таббс победил единогласным решением судей будущего чемпиона мира Джеймса Смита, сделав свой рекорд до 20 побед (15 нокаутом) без единого поражения.

#### Чемпионский бой с Грегом Пейджем
29 апреля 1985 года, Таббс встретился с чемпионом мира по версии WBA, Грегом Пейджем. Таббс победил единогласным решением судей.

#### Бой с Тимом Уизерспумом
17 января 1986 года Таббс проводил свою первую защиту титула против бывшего чемпиона по версии WBC Тима Уизерспума. Таббс на взвешивания показал 110, 68 кг, то есть на 6.8 кг больше, чем он весил в предыдущем бою. За поединком внимательно наблюдали Мохаммед Али и Ларри Холмс. Таббс выиграл начальные раунды, середина боя прошла с переменным успехом, а в концовке инициативу взял в свои руки Уизерспум. Чемпионские раунды прошли в тягучей возне на ближней дистанции. После 15 раундов судьи дали победу Уизерспуну близким решением большинства судей. На допинг-тесте после матча у Тима обнаружили следы марихуаны. Но титул решили не отбирать, а назначили штраф и обязали нового чемпиона дать реванш Таббсу.
Таббс и Уизерспун запланировали матч-реванш на 12 декабря 1986 года, но Таббс вышел из боя из за травмы плеча, Дон Кинг нашёл ему срочную замену в лице Джеймса Смита.
В 1987 году Таббс победил известных боксёров: Майка Джеймсона, Джери Халстеда, Эди Гонзалеса

#### Бой за титул абсолютного чемпиона мира
В 1988 году в бою за титул абсолютного чемпиона мира Таббс встретился с лучшим боксёром вне зависимости от весовой категории Майком Тайсоном. Это был первый бой Тайсона, проведённый за пределами США. Таббс хорошо выдержал 1 раунд, но во втором раунде Тайсон пробил левый боковой. Таббс попятился назад и упал, не успев встать до окончания счёта.
В апреле 1989 года победил единогласным решением судей Майка Эванса.

#### Бой с Орлином Норрисом
В ноябре 1989 года в бою за титул NABF Таббс встретился с будущим чемпионом мира в первом тяжёлом весе Орлином Норрисом. Таббс победил решением большинства судей, но допинг-проба Таббса показала наличие в крови следов кокаина, и бой был признан несостоявшимся.
В октябре 1990 года Таббс встретился с Лоуренсом Картером. После 6 раунда Картер отказался от продолжения боя.

#### Бой с Риддиком Боу
В 1991 году Тони Таббс встретился с будущим абсолютным чемпионом мира Риддиком Боу. Бой прошёл всю дистанцию. Репутация Боу пострадала, так как имевший проблемы с наркотиками и лишним весом Таббс смог перебоксировать Боу. Уступая Риддику в размахе рук и ударной мощи, Таббс сумел перестучать его на всех дистанциях и по неофициальной статистике выиграл 7 раундов из 10. Боу ничего не мог сделать со своим техничным соперником, даже по прижатому к канатам сопернику он не мог толком попасть. Поединок напоминал встречу — Мохаммед Али-Джордж Форман, в которой огромный и физически очень сильный молодой боец пытался затоптать искусного ветерана. По окончании поединка победу присудили Боу спорным единогласным решением судей. Комментаторы раскритиковали это решение, а зрители его освистали и требовали изменения решения.

#### Бой с Лайнелом Батлером
В августе 1992 года Таббс встретился с Лайнелом Батлером. Батлер имел на тот момент счёт 12 побед и 10 поражений и одну ничью. Таббс совершенно недооценил своего соперника и слабо подготовился к бою, выйдя на ринг с избыточным весом. Вместо обычного боя с дальней дистанции, Таббс перевёл бой в возню в ближнем бою, за что и поплатился, когда в 1 раунде Батлер нокаутировал его мощным попаданием справа.

#### Бой с Брюсом Селдоном
В октябре 1992 года Таббс встретился с будущим чемпионом мира Брюсом Селдоном. Бой транслировался на канале ESPN. Таббс, несмотря на свои длинные руки, хорошо работал в ближнем бою и обладал отличной ручной скоростью и был большим джебистом, чем Брюс, благодаря чему переигрывал Селдона на всех дистанциях, сумев отправить Селдона в нокдаун в 1 раунде и победить единогласным решением судей. За неделю до боя он был обвинен в преступлении 2 степени-приобретении кокаина.

#### Бой с Джесси Фергюсоном
В ноябре 1992 победил единогласным решением судей топ-боксёра Джесси Фергюссона. Фергюсон в следующем бою победил бывшего чемпиона по версии WBO Рэя Мерсера, после чего вышел на титульный бой с Риддиком Боу.

#### Бой с Александром Золкиным I
В феврале 1993 года победил единогласным решением судей непобеждённого Александра Золкина.

#### Бой с Мелтоном Боуэном
В апреле 1993 года Таббс встретился с Мелтоном Боуэном. Таббс дважды посылал Боуэна в нокдаун и победил единогласным решением судей.

#### Бой с Джимми Элисом
В августе 19 года Таббс встретился с малопримечательным Джимми Элисом. Элис имел на своём счету 19 побед и 3 поражения, при этом ни одной победы над серьёзным соперником, однако все бои кроме одного выиграл досрочно. Таббс отправился в нокаут уже после 1 слегка рассматриваемого пропущенного удара. Многие посчитали, что Таббс сдал бой, тем не менее после этого Таббса прочно списали со счетов.

#### Народный турнир зрительских симпатий
В декабре 1993 года Таббс принял участие в народном турнире зрительских симпатий в супертяжёлом весе в заливе в Сент-Луисе, штат Миссисипи, победив в 3-раундовых боях Вилли Джексона, Тайрелла Биггса,Хосе Рибальту, Даниэля Данкута и выиграл турнир. В зависимости от оплаты за просмотр доход, у него был шанс выиграть 1 миллион долларов. Таббс получил 170 000 долларов.

#### Бой с Эвереттом Мартином
В феврале 1994 года Таббс победил единогласным решением судей известного джорнимена Эверетта Мартина
В октябре 1994 года Таббс встретился с Уильямом Моррисом. Таббс победил по очкам, но допинг-проба Таббса показала наличие в крови следов какаина, и бой был признан несостоявшимся.

#### Бой с Джимми Тандером
В декабре 1994 года в бою за титул IBO Таббс встретился с Джимми Тандером. Таббс уверенно переигрывал самоанца в начале, но в конце боя сдал. Это предопределило решение судей — Тандер победил решением большинства судей, причём двое судей дали победу с перевесом в 1 очко, а другой поставил ничью. Решение было спорным.

#### Бой с Александром Золкиным II
В августе 1995 год в бою за титул NABF Таббс во 2 раз встретился с Александром Золкиным. В близком бою победу решением большинства судей одержал Золкин.

#### Бой с Брайаном Нильсеном
В 1995 году встретился с Брайаном Нильсеном. Таббс держался на дистанции, но иногда её разрывал, Нильсен постоянно шёл вперёд, выбрасывая большое количество ударов, но ему практически не удавалось доставать оппонента
акцентированным попаданием. Противостояние было близким, однако больше ярких атак было на стороне Таббса. В конце 3 раунда Таббс неожиданно поскользнулся и упал, но поднялся. Нильсен кинулся в атаку и начал пробивать серии ударов по Таббсу, который как будто потерял интерес к бою, но раунд закончился, почти перестав защищаться и двигаться. Таббс не вышел на 4 раунд, Нильсен победил нокаутом в 4 раунде.
В августе 1997 года Таббс победил нокаутом в 5 раунде Марио Оскара Мело, после чего объявил о завершении карьеры.

## Возвращение
Таббс вернулся в 2002 году. Он проиграл два из трёх первых боёв при возвращении, но затем выиграл следующие пять.
В 2004 году 46-летний Таббс раздельным решением судей победил непобеждённого Брайана Минто, став чемпионом штата Западная Вирджиния.
4 ноября 2006 года Таббс победил единогласным решением судей в 6-раундовом бою Адама Смита и ушёл из бокса.

## Проблемы с наркотиками
Таббс был запланирован бой Тайрелл Биггс на замещение вакантной кабеля usba в супертяжелом чемпионата в январе 1993 года, но он был заменен Майком (за головами) Охотник после того, как он дал положительный результат на кокаин.
Таббс признал себя виновным в незаконном обороте кокаина в ноябре 2000 года и был приговорен к двум месяцам тюрьмы, трем годам испытательного срока и тестирования на наркотики.
Таббс был приговорен к шести месяцам тюремного заключения за хранение кокаина в январе 2010 года после того, как он выбрал тюрьму в течение предлагали остаться в заблокированной средство реабилитации от наркотиков. "Г-н Таббс, ты в бой не на жизнь, " сказал судья Мельба Марш. «Почему ты не сражаешься?» Таббс ответил: «я знаю, я победитель.»

## Особенности стиля
Тони Таббс обладал широчайшими техническими возможностями: умелыми перемещениями, подставками из локтей, отличной защитой корпусом, использованием клинчей и глухой защиты, умением перехватить атаки соперника и ловить соперника на встречных ударах. Тони также отличает умение работать на любой дистанции и в любом стиле: атакующем, контратакующем и защитном Тони не обладал нокаутирующим ударом, но при этом обладал отличной скоростью рук, что и постоянно использовал. Как и Мохаммед Али Таббс часто использовал тактику «Вис на канатах».

## Промоутеры
Его первым промоутером был Гарольд Смит, но после того как он был обвинён в присвоении 21 млн долларов, в ноябре 1981 года Таббс подписал новый контракт с Доном Элбумом. Таббс и Дон Элбум не были довольны сотрудничеством: Тони обвинял промоутера в нерасторопности, а тот утверждал, что Таббс больше работал за обеденным столом, чем в зале. Таббса отправили в Филадельфию в лагерь Джорджа Бентона, который готовил Холифилда до 1993 года. Однако Тони, прибыв на место, сразу исчез, а потом объявился в Калифорнии. С 1982 года Таббса начал продвигать Батч Льюис — до тех пор, пока ему не воспрепятствовал Элбум. Из-за юридических проблем телевизионные компании старались не замечать Таббса. В апреле 1983 года, сразу после победы над именитым ветераном Джимми Янгом, Таббс подписал контракт с Доном Кингом, с которым Тони заключил четырёхлётний контракт. Под патронажем Лохматого Дона Таббс станет одним из самых низкооплачиваемых претендентов 80-х. Уверенная победа над бывшим соискателем титула Джеймсом Смитом в апреле 1985 года вывела Таббса на чемпионский бой за пояс WBA против его обладателя Грега Пейджа.

## Оценка и критика
По мнению специалистов Таббс обладал данными, чтобы войти в число лучших супертяжеловесов 80-90-х, а в итоге заработал репутацию одного из недостойных чемпионов мира. Таббс спокойно мог победить Уизерспуна и Боу и большинство других соперников. Тони без нокдаунов прошёл пятерых панчеров мирового уровня (Смита, Пейджа, Уизерспуна, Боу и Селдона), но умудрился побывать на полу во встречах с четырьмя бойцами второй лиги и в итоге закончил карьеру с нулём успешных защит титула и с десятком поражений, из которых по делу было всего одно (от Тайсона).

## Проблемы с законом
Таббс попал в тюрьму за кокаин и за отказ платить алименты некоторым из 16 детей. Таббс отрицает отцовство. 30 ноября 2009 года Таббс признал себя виновным во владении кокаина.

## Результаты боёв
В таблице перечислены результаты всех поединков боксёров.
В каждой строке указан результат поединка. Дополнительно номер поединка обозначен цветом, который обозначает итог поединка. Расшифровка обозначений и цветов представлена в нижеследующей таблице.
| Пример | Расшифровка                     |
| ------ | ------------------------------- |
|        | Победа                          |
|        | Ничья                           |
|        | Поражение                       |
|        | Планируемый поединок            |
|        | Поединок признан несостоявшимся |
| КО     | Нокаут                          |
| ТКО    | Технический нокаут              |
| PTS    | Решение судей (по очкам)        |
| UD     | Единогласное решение судей      |
| MD     | Решение большинства судей       |
| SD     | Раздельное решение судей        |
| RTD    | Отказ от продолжения боя        |
| DQ     | Дисквалификация                 |
| NC     | Поединок признан несостоявшимся |

| Бой | Дата            | Соперник           | Место проведения боя                                    | Раунды | Результат |
| --- | --------------- | ------------------ | ------------------------------------------------------- | ------ | --------- |
| 59  | 11 июня 2005    | Адам Смит          | MCI Center, Вашингтон, Округ Колумбия, США              | 10     | TKO6      |
| 58  | 11 июня 2005    | Джейсон Уоллера    | MCI Center, Вашингтон, Округ Колумбия, США              | 10     | TKO6      |
| 57  | 30 июля 2004    | Дэнни Уоффорд      | Freedom Hall State Fairground, Луисвилль, Кентукки, США | 10     | КО4       |
| 56  | 22 февраля 2003 | Брайан Минто       | The Pyramid, Мемфис, Теннесси, США                      | 10     | КО1       |
| 55  | 8 августа 2002  | Брайан Сарджент    | The Pyramid, Мемфис, Теннесси, США                      | 12     | КО8       |
| 54  | 13 октября 2001 | Авраам Окинье      | Parken Stadium, Копенгаген, Дания                       | 10     | RTD7      |
| 53  | 20 октября 2000 | Гилберт Мартинес   | The Palace, Эбёрн Хиллс, Мичиган, США                   | 10     | NC        |
| 52  | 24 июня 2000    | Майкл Шэнкс        | Hampden Park, Глазго, Шотландия, Великобритания         | 10     | TКО1      |
| 51  | 29 января 2000  | Марио Оскар Мело   | M.E.N. Arena, Манчестер, Великобритания                 | 10     | ТКО2      |
| 50  | 23 октября 1999 | Брайан Нильсен     | MGM Grand Garden Arena, Лас-Вегас, Невада, США          | 10     | TKO4      |
| 49  | 16 января 1999  | Александр Золкин   | MGM Grand Garden Arena, Лас-Вегас, Невада, США          | 10     | КО5       |
| 48  | 28 июня 1997    | Андре Краудер      | MGM Grand Garden Arena, Лас-Вегас, Невада, США          | 12     | DQ3       |
| 47  | 9 ноября 1996   | Джимми Тандер      | MGM Grand Garden Arena, Лас-Вегас, Невада, США          | 12     | ТКО11     |
| 46  | 7 сентября 1996 | Уильям Моррис      | MGM Grand Garden Arena, Лас-Вегас, Невада, США          | 12     | ТКО1      |
| 45  | 16 марта 1996   | Эверетт Мартин     | MGM Grand Garden Arena, Лас-Вегас, Невада, США          | 12     | ТКО3      |
| 44  | 16 марта 1996   | Даниэль Данкут     | MGM Grand Garden Arena, Лас-Вегас, Невада, США          | 12     | ТКО3      |
| 43  | 19 августа 1995 | Хосе Рибальта,     | MGM Grand Garden Arena, Лас-Вегас, Невада, США          | 10     | DQ1       |
| 42  | 28 июня 1991    | Тайрелл Биггс      | Mirage Hotel & Casino, Лас-Вегас, Невада, США           | 12     | UD        |
| 41  | 18 марта 1991   | Вилли Джексон      | Mirage Hotel & Casino, Лас-Вегас, Невада, США           | 12     | ТКО7      |
| 40  | 8 декабря 1990  | Джимми Эллис       | Convention Center, Атлантик Сити, Нью-Джерси, США       | 11     | ТКО1      |
| 39  | 16 июня 1990    | Мелтон Боуэн       | Caesars Palace, Лас-Вегас, Невада, США                  | 10     | КО1       |
| 38  | 11 февраля 1990 | Александр Золкин   | Токио Доум, Токио, Япония                               | 12     | КO10      |
| 37  | 21 июля 1989    | Джесси Фергюссон.  | Convention Hall, Атлантик Сити, Нью-Джерси, США         | 12     | ТКО1      |
| 36  | 25 февраля 1989 | Брюс Селдон        | Hilton Hotel, Лас-Вегас, Невада, США                    | 12     | ТКО5      |
| 35  | 21 марта 1988   | Лайнел Батлер      | Токио Доум, Токио, Япония                               | 12     | ТКО2      |
| 34  | 21 марта 1988   | Леон Тейлор        | Токио Доум, Токио, Япония                               | 12     | ТКО2      |
| 33  | 22 января 1988  | Риддик Боу         | Convention Hall, Атлантик Сити, Нью-Джерси, США         | 12     | UD        |
| 32  | 16 октября 1987 | Лоуренс Картер     | Convention Hall, Атлантик Сити, Нью-Джерси, США         | 12     | ТКО6      |
| 31  | 1 августа 1987  | Майк Коэн          | Hilton Hotel, Лас-Вегас, Невада, США                    | 12     | UD        |
| 30  | 30 мая 1987     | Орлин Норрис       | Hilton Hotel, Лас-Вегас, Невада, США                    | 12     | ТКО6      |
| 29  | 07 марта 1987   | Ледислао Миджангос | Hilton Hotel, Лас-Вегас, Невада, США                    | 12     | UD        |
| 28  | 22 ноября 1986  | Эдди Ричардсон     | Hilton Hotel, Лас-Вегас, Невада, США                    | 12     | ТКО2      |
| 27  | 6 сентября 1986 | Майк Эванс         | Hilton Hotel, Лас-Вегас, Невада, США                    | 10     | ТКО2      |
| 26  | 17 августа 1986 | Майк Тайсон        | Trump Casino Hotel, Атлантик Сити, Нью-Джерси, США      | 10     | ТКО2      |
| 25  | 26 июля 1986    | Эди Гонзалес       | Civic Center, Гленс Фоллс, США                          | 10     | КО1       |
| 24  | 11 июля 1986    | Джери Халстед      | Stevensville Hotel, Суон Лейк, Нью-Йорк, США            | 10     | КО2       |
| 23  | 28 июня 1986    | Майк Джеймсон      | Houston Field House, Трой, Нью-Йорк, США                | 10     | КО1       |
| 22  | 13 июня 1986    | Тим Уизерспум      | Мэдисон Сквер Гарден, Нью-Йорк, Нью-Йорк, США           | 10     | ТКО1      |
| 21  | 20 мая 1986     | Грег Пейдж         | Мэдисон Сквер Гарден, Нью-Йорк, Нью-Йорк, США           | 10     | UD        |
| 20  | 9 мая 1986      | Джеймс Смит        | Civic Center, Гленс Фоллс, США                          | 10     | UD        |
| 19  | 10 марта 1986   | Тим Миллер         | Нассау Колизеум, Юниондейл, Нью-Йорк, США               | 10     | КО3       |
| 18  | 16 февраля 1986 | Джерри Уильямс     | Houston Field House, Трой, Нью-Йорк, США                | 10     | ТКО6      |
| 17  | 24 января 1986  | Том Тримм          | Trump Casino Hotel, Атлантик Сити, Нью-Джерси, США      | 8      | ТКО5      |
| 16  | 24 января 1986  | Гордон Расетт      | Trump Casino Hotel, Атлантик Сити, Нью-Джерси, США      | 8      | ТКО5      |
| 15  | 27 декабря 1985 | Джимми Янг         | Latham Coliseum, Лэтэм, Нью-Йорк, США                   | 10     | ТКО1      |
| 14  | 6 декабря 1985  | Ларри Гивенс       | Felt Forum, Нью-Йорк, Нью-Йорк, США                     | 10     | ТКО1      |
| 13  | 22 ноября 1985  | Стив Зоуски        | Latham Coliseum, Лэтэм, Нью-Йорк, США                   | 8      | ТКО2      |
| 12  | 13 ноября 1985  | Кларенс Хилл       | Ramada-Houston Hotel, Хьюстон, Техас, США               | 8      | КО1       |
| 11  | 1 ноября 1985   | Клэйман Паркер     | Latham Coliseum, Лэтэм, Нью-Йорк, США                   | 8      | ТКО1      |
| 10  | 25 октября 1985 | Бейкер Тинсли      | Atlantis Hotel & Casino, Атлантик Сити, Нью-Джерси, США | 8      | КО1       |
| 9   | 9 октября 1985  | Дон Хэлпин         | Trump Casino Hotel, Атлантик Сити, Нью-Джерси, США      | 6      | ТКО1      |
| 8   | 5 сентября 1985 | Джесси Браун       | Atlantis Hotel & Casino, Атлантик Сити, Нью-Джерси, США | 6      | КО1       |
| 7   | 15 августа 1985 | Деннис Уимберли    | Resorts International, Атлантик Сити, Нью-Джерси, США   | 6      | КО1       |
| 6   | 19 июля 1985    | Майк Крил          | Mid-Hudson Civic Center, Покипски, Нью-Йорк, США        | 6      | КО3       |
| 5   | 11 июля 1985    | Ларри Симс         | Trump Casino Hotel, Атлантик Сити, Нью-Джерси, США      | 6      | ТКО2      |
| 4   | 20 июня 1985    | Джон Л Джонсон     | Resorts International, Атлантик Сити, Нью-Джерси, США   | 6      | ТKO1      |
| 3   | 23 мая 1985     | Рон Дрейпер        | Олбани, Нью-Йорк, США                                   | 4      | KO4       |
| 2   | 10 апреля 1985  | Джерри Хантер      | Олбани, Нью-Йорк, США                                   | 4      | TKO1      |
| 1   | 06 марта 1985   | Брюс Скотт         | Plaza Convention Center, Олбани, Нью-Йорк, США          | 4      | ТКО1      |